# Kriegerdenkmal Groß Gischau
Das Kriegerdenkmal Groß Gischau ist ein denkmalgeschütztes Kriegerdenkmal im Ortsteil Groß Gischau der Gemeinde Beetzendorf in Sachsen-Anhalt. Im örtlichen Denkmalverzeichnis ist das Kriegerdenkmal unter der Erfassungsnummer 094 90374 als Baudenkmal verzeichnet.

## Allgemeines
Das Kriegerdenkmal Groß Gischau besteht aus einem Findling auf einem Sockel aus Feldsteinen. Es ist den gefallenen Soldaten des Ersten Weltkriegs und des Zweiten Weltkriegs gewidmet. Für jeden Weltkrieg ist eine eigene Gedenktafel am Denkmal angebracht, diese enthält neben einer Inschrift auch die Namen der Gefallenen. Die Gedenktafel des Ersten Weltkriegs ehrt auch die Gefallenen von Klein Gischau, im Namensteil sind sie getrennt von den Gefallenen von Groß Gischau genannt. Bei der Gedenktafel für die Gefallenen des Zweiten Weltkriegs wurde eine solche Trennung nicht vorgenommen.
In der Dorfkirche Groß Gischau wurde eine private Gedenktafel für einen Gefallenen des Zweiten Weltkriegs aufgehängt. Im Kreisarchiv des Altmarkkreises Salzwedel ist die Ehrenliste der Gefallenen des Ersten Weltkriegs erhalten geblieben. Die Gedenktafel für die Gefallenen der Befreiungskriege von 1813–1815, die laut preußischer Anordnung in jedem Ort geschaffen werden musste, ist nicht mehr vorhanden. In den Akten von 1816 sind im Landesarchiv Sachsen-Anhalt die Listen der Gefallenen aber noch erhalten geblieben.

## Inschrift
Erster Weltkrieg
Zweiter Weltkrieg